# Saint-Germain-sur-Sèves
Saint-Germain-sur-Sèves är en kommun i departementet Manche i regionen Normandie i norra Frankrike. Kommunen ligger i kantonen Périers som tillhör arrondissementet Coutances. År 2022 hade Saint-Germain-sur-Sèves 174 invånare.

## Befolkningsutveckling
Antalet invånare i kommunen Saint-Germain-sur-Sèves
| Referens: INSEE |